# Kazalište u 1960.
◄◄ | ◄ | 1957. | 1958. | 1959. | 1960.  | 1961. | 1962. | 1963. | ► | ►►
Arhitektura • Astronautika • Astronomija • Biologija • Film • Fotografija • Glazba • Kazalište • Kemija • Kiparstvo • Knjige • Književnost • Kršćanstvo • Meteorologija • Medicina • Planinarstvo • Politika • Pravo • Promet • Slikarstvo • Strip • Šport • Televizija • Znanost • Zrakoplovstvo • Željeznički promet
Kazalište u 1960.

## Hrvatska i u Hrvata

### Rođenja
- 5. svibnja – Vlasta Ramljak, hrvatska kazališna, televizijska i filmska glumica

## Vanjske poveznice
|  | Zajednički poslužitelj ima još gradiva o temi Kazalište u 1960. |